# Робін Аммерлан
Робін Аммерлан (нід. Robin Ammerlaan; нар. 26 лютого 1968) — нідерландський гравець у теніс на візках.
Найвищу одиночну позицію світового рейтингу — 1 місце досяг 29 липня 2002, парну — 1 місце — 29 березня 2004 року.
Здобув 88 парних титулів.
Перемагав на турнірах Великого шолома в одиночному та парному розрядах.
Завершив кар'єру 2012 року.

## Досягнення
| W | Ф | ПФ | ЧФ | #Р | КТ | К# | DNQ | A | NH |

### Одиночний розряд
| Турніри Великого шолома                |     |     |     |     |     |        |       |
| Відкритий чемпіонат Австралії з тенісу | ПФ  | ПФ  | ЧФ  | ПФ  | ПФ  | 0 / 5  | 4–5   |
| Відкритий чемпіонат Франції з тенісу   | Ф   | Ф   | ЧФ  | ЧФ  | ЧФ  | 0 / 5  | 4–5   |
| Вімблдонський турнір                   |     |     |     |     |     | 0 / 0  | 0–0   |
| Відкритий чемпіонат США з тенісу       | Ф   |     | ПФ  | ЧФ  | ЧФ  | 0 / 4  | 3–4   |
| В-П                                    | 5–3 | 3–2 | 1–3 | 1–3 | 1–3 | 0 / 14 | 11–14 |

### Парний розряд
| Турніри Великого шолома                |     |     |     |     |     |        |       |
| Відкритий чемпіонат Австралії з тенісу | П   | Ф   | П   | Ф   | Ф   | 2 / 5  | 7–3   |
| Відкритий чемпіонат Франції з тенісу   | Ф   | Ф   | Ф   | Ф   | Ф   | 0 / 5  | 5–5   |
| Вімблдонський турнір                   | П   | П   | Ф   | П   | Ф   | 3 / 5  | 8–2   |
| Відкритий чемпіонат США з тенісу       | Ф   |     | Ф   | Ф   | Ф   | 0 / 4  | 4–4   |
| В-П                                    | 6–2 | 4–2 | 5–3 | 5–3 | 4–4 | 5 / 19 | 23–14 |